# اندی کلهر
اَندی کِـلِـهر (انگلیسی: Andy Kellegher) بازیگر اهل جمهوری ایرلند است.
از فیلم‌ها و مجموعه‌های تلویزیونی که وی در آن نقش داشته‌است، می‌توان به تودورها، تیم پاکسازی، دست‌نوشته محرمانه، باغ استخوان‌ها و وایکینگ‌ها اشاره کرد.